# Castiello de Jaca
Castiello de Jaca è un comune spagnolo di 188 abitanti situato nella comunità autonoma dell'Aragona. Fa parte della comarca della Jacetania.